# Bizonyítás kényszerének áthárítása
A bizonyítás kényszerének áthárítása gyakori érvelési hiba.
Egy álláspontot felvezető félnek kötelessége azt megvédeni, ha a vitapartnere arra igényt tart, azaz meg kell felelnie a „bizonyítás kötelezősége” szabálynak. 
Ha az egyik félnek meg kell védenie az álláspontját, de ehelyett ő egy másik személyre hárítja a felelősséget, és mondhatni kitér a kérdés alól, akkor a bizonyítás kényszerének áthárítása hibáját követi el.  Pl. Juli azt állítja, hogy átláthatatlan a jegyzetem. Hogy lehetne átlátható, mikor a tanár összevissza magyarázott az órán, amiből semmit sem értettem, így nem is tudtam értelmesen leírni.

## Lásd még
- Russell teáskannája